# Kanton Murat-sur-Vèbre
Der Kanton Murat-sur-Vèbre war bis 2015 ein französischer Wahlkreis im Arrondissement Castres, im Département Tarn und in der Region Midi-Pyrénées. Hauptort war Murat-sur-Vèbre. Vertreter im Generalrat des Departements war zuletzt von 2004 bis 2015 Michel Vidal (DVD).
Der Kanton war 171,11 km² groß und hatte 1728 Einwohner, was einer Bevölkerungsdichte von 10 Einw./km² entsprach. Im Mittel lag er 841 Meter über Normalnull, zwischen 543 und 1205 Meter. 

## Gemeinden
Der Kanton bestand aus vier Gemeinden:
| Gemeinde        | Einwohner Jahr | Fläche km² | Bevölkerungsdichte | Code INSEE | Postleitzahl |
| --------------- | -------------- | ---------- | ------------------ | ---------- | ------------ |
| Barre           | 202 (2013)     | 15,07      | 13 Einw./km²       | 81023      | 81320        |
| Moulin-Mage     | 308 (2013)     | 15,06      | 20 Einw./km²       | 81188      | 81320        |
| Murat-sur-Vèbre | 825 (2013)     | 93,87      | 9 Einw./km²        | 81192      | 81320        |
| Nages           | 326 (2013)     | 47,11      | 7 Einw./km²        | 81193      | 81320        |